# Anthopteropsis insignis
Anthopteropsis insignis är en ljungväxtart som beskrevs av A. C. Smith. Anthopteropsis insignis ingår i släktet Anthopteropsis och familjen ljungväxter. Inga underarter finns listade i Catalogue of Life.